# Dějiny Čečenska

Sovětská poštovní známka z roku 1982, vydaná k 60. výročí vzniku Čečenské autonomní oblasti

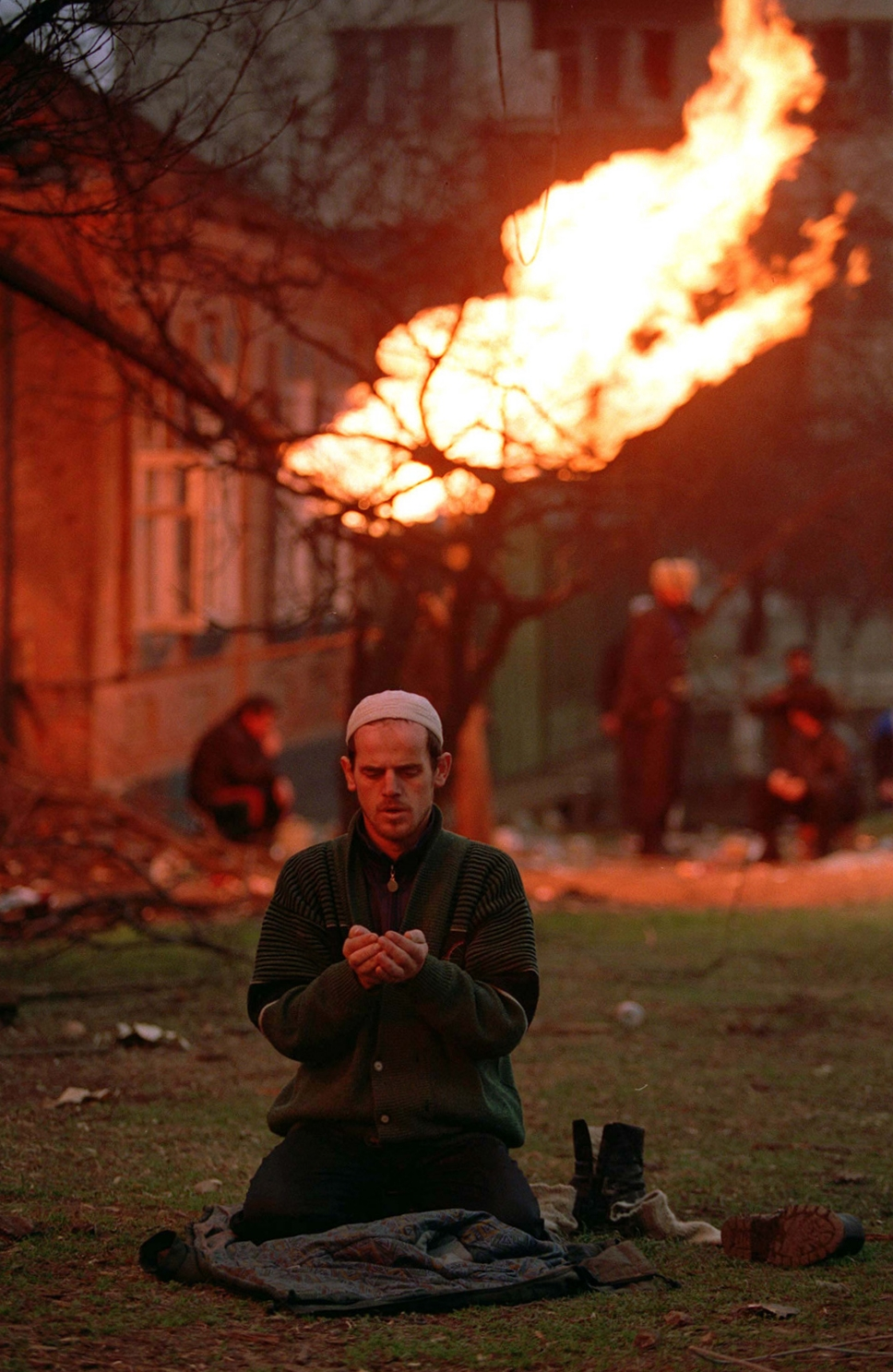
Čečenský bojovník se modlí během bitvy o Groznyj (1995)

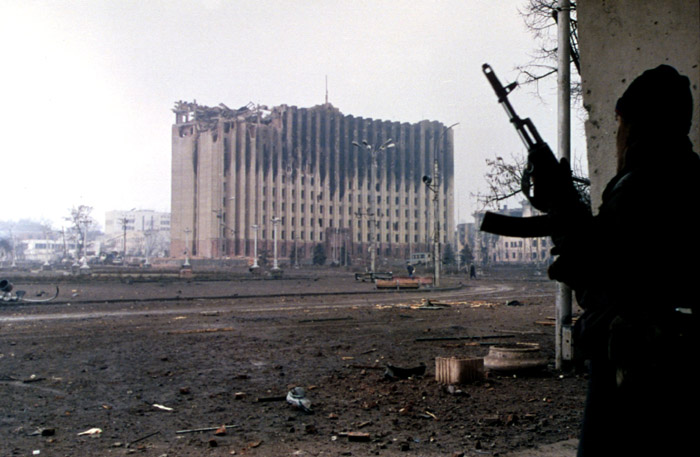
Ruiny prezidentského paláce v Grozném (1995)

Dějiny Čečenska popisují historii Čečenců, jednoho z nejstarších etnik Kavkazu, a jejich země Čečenska.

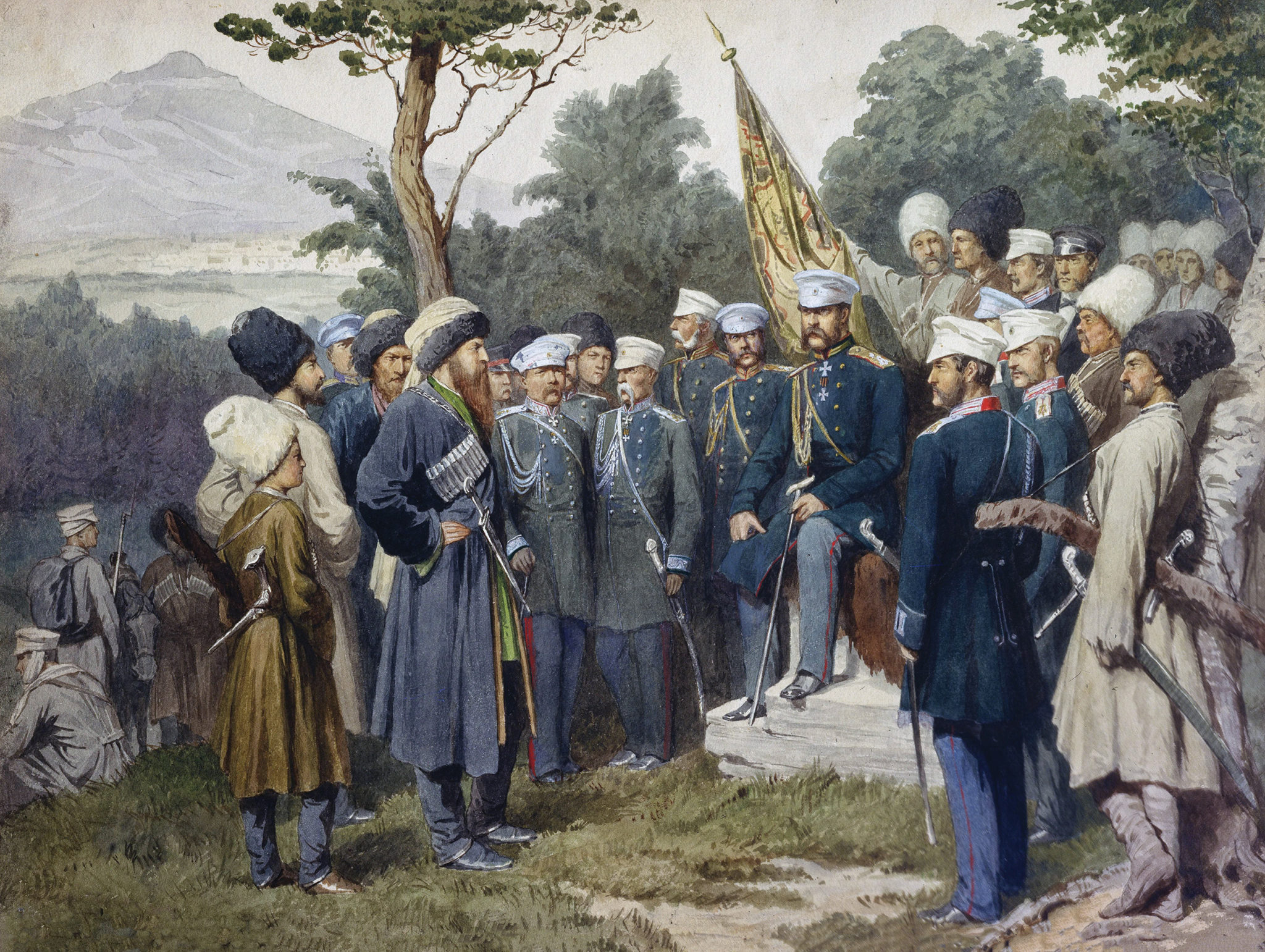
Imám Šamil se vzdává Rusům (1859)

## Středověk
Čečenská společnost byla tradičně organizována kolem mnoha autonomních místních klanů, Čečenci neměli v dějinách vlastní stát ani panovníky a bojovali neustále proti cizí nadvládě. V 15. století proti Turkům (kdy byli „převedeni“ na islám), následně proti křesťanským sousedům – Gruzii a Kozákům. Pod tíhou těchto útoků podepsali v r. 1783 smlouvu s Ruskem – o ochraně teritoria. Po válkách (rusko-turecká a rusko-perská, 1804–13), probíhajících od dob Petra I., a postupného upírání suverenity Čečencům, bylo zahájeno v roce 1834 pod vedením legendárního národního hrdiny imáma Šamila povstání. Šamil se držel na Kavkazu více než 25 let. Uštědřil Rusům mnoho porážek. Za vlády Alexandra II. roku 1859 Rusové dobyli pevnost Vedeno a následně u hory Gunib se vzdal samotný Šamil. Byl odvezen do Petrohradu, poté byl internován v Kaluze. V roce 1870 mu car povolil pouť do Mekky a r. 1871 v Medině Šamil zemřel.

## Ztráta suverenity
Tím bylo Čečensko dobyto Ruskou armádou a stalo se součástí impéria se zvláštními právy. Tyto boje popisovali v literatuře Alexandr Sergejevič Puškin či Lev Nikolajevič Tolstoj (Hadži Murat), (Kavkazský zajatec). Účastnili se jich také vyhnanci, mj. Michail Lermontov. Další revolty pak následovaly vždy, kdykoliv se Rusko dostalo do nějaké konfliktní či nestabilní situace – rusko-turecká válka (1877-8), revoluce 1905, revoluce 1917, občanská válka, kolektivizace. Dne 30. listopadu 1922 vznikla v rámci RSFSR vyčleněním z Horské ASSR Čečenská autonomní oblast. Groznyj původně nebyl její součástí, do oblasti byl začleněn až roku 1929. 15. ledna 1934 vznikla sloučením Čečenské autonomní oblasti a Ingušské autonomní oblasti Čečensko-ingušská autonomní oblast, přeměněná 5. prosince 1936 na Čečensko-ingušskou ASSR.

## Poválečné represe
V druhé světové válce, po obsazení části Kavkazu německými vojsky, některé skupiny Čečenců a Ingušů – v naději na nezávislost – zahájily spolupráci s Němci. Dle tvrzení spisovatele Valentina Pikula byl Groznyj v roce 1942 připraven na obléhání, ale bombardéry lokalizované na Kavkazu musely být použity na potlačení čečenské vzpoury, místo jejich nasazení na frontě u Stalingradu. Ačkoliv fronta do Čečenska nikdy nedošla, čečenští partyzáni vázali spoustu jednotek, které mohly být použity v boji s Němci. Po vytlačení Němců v rámci kolektivní viny rozhodly sovětské úřady v čele s Josifem Stalinem o likvidaci republiky (1944) a vysídlení Čečenců a Ingušů do Kazachstánu a na Sibiř (na základě obvinění z kolaborace s nacisty). Během deportací jich asi čtvrtina zemřela. Od 7. března 1944 tak byla dosavadní republika součástí Groznyjské oblasti. Návrat části Čečenců a Ingušů byl umožněn čtyři roky po Stalinově smrti (1953). Chruščovovým rozhodnutím byla Čečensko-Ingušská ASSR 5. ledna 1957 obnovena. I tak ale pokračovalo porušování práv menšin a ruština byla vyžadována v mnoha aspektech života (např. pouze ruskojazyčná výuka na vysokých školách). V poválečném SSSR zůstali Čečenci loajální až do dob glasnosti, kdy se opět objevila naděje na nezávislost na Rusku.

## Zhroucení SSSR
V situaci hroutícího se SSSR vznikl Čečenský národní kongres, který odstartoval „emancipační“ snahy Čečenců k odtržení od ruské správy – stejně jako většina tehdejších sovětských republik. Vše vyvrcholilo pokusem o odtržení od Ruské federace násilnou cestou. Ruská reakce na sebe nedala dlouho čekat. Dne 11. 12. 1994 podepsal prezident RF nařízení č. 2169 – „O míře bezpečnostní zákonnosti, právu, pořádku a obnovení bezpečnosti na území Čečenska“. Ještě týž den vstoupily jednotky ruské armády do Čečenska a začala první čečenská válka.